# 櫃石島高架橋
櫃石島高架橋（ひついしじまこうかきょう）は、香川県坂出市櫃石島内に架かる道路鉄道併用の高架橋。瀬戸大橋の一部を成す。

## データ
- 着工：1978年（昭和53年）
- 竣工：1988年（昭和63年）
- 全長：1,316m
- 上部：瀬戸中央自動車道
- 下部：本四備讃線（瀬戸大橋線）

## 隣接する橋梁
下津井瀬戸大橋 - 櫃石島高架橋 - 櫃石島橋

## 関連事項
- 瀬戸中央自動車道
- 国道30号
- 櫃石島インターチェンジ
- 坂出市
- 塩飽諸島